# Minzu Tuanjie
Minzu Tuanjie (kinesiska: 民族团结, 民族团结乡) är en socken i Kina. Den ligger i den autonoma regionen Inre Mongoliet, i den norra delen av landet, omkring 190 kilometer öster om regionhuvudstaden Hohhot. Antalet invånare är 28284. Befolkningen består av 13 688 kvinnor och 14 596 män. Barn under 15 år utgör 12,0 %, vuxna 15-64 år 74 %, och äldre över 65 år 12,0 %.
Genomsnittlig årsnederbörd är 568 millimeter. Den regnigaste månaden är juli, med i genomsnitt 154 mm nederbörd, och den torraste är januari, med 3 mm nederbörd.